# Farmersburg (Indiana)
Farmersburg é uma cidade  localizada no estado americano de Indiana, no Condado de Sullivan.

## Demografia
Segundo o censo americano de 2000, a sua população era de 1180 habitantes.
Em 2006, foi estimada uma população de 1194, um aumento de 14 (1.2%).

## Geografia
De acordo com o United States Census Bureau tem uma área de
1,9 km², dos quais 1,9 km² cobertos por terra e 0,0 km² cobertos por água.

## Localidades na vizinhança
O diagrama seguinte representa as localidades num raio de 20 km ao redor de Farmersburg.